# 卡波迪蒙特王宮

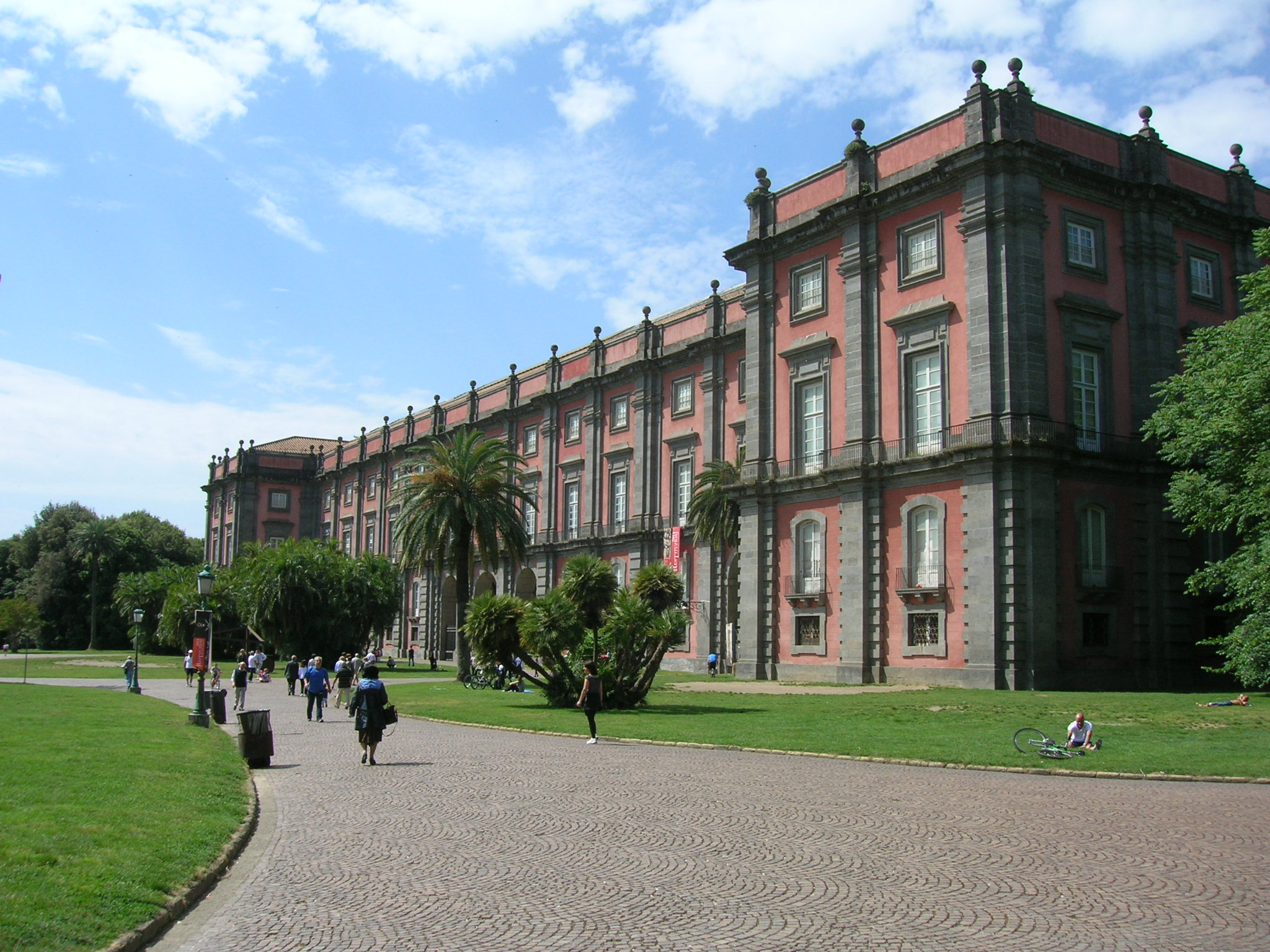

卡波迪蒙特王宮（意大利语：Reggia di Capodimonte）是意大利那波利一座宫殿，原为两西西里王国波旁王朝的夏宫，也是那不勒斯市内的两座王宫之一。它由卡洛七世建于1738-1742年，兼有巴洛克及新古典主义风格，建造师包括安東尼奧·卡內瓦里、喬凡尼·安東尼奧·梅德拉諾、斐迪南多·富加以及安東尼奧·尼科里尼。现在设有國立卡波迪蒙特博物館。“卡波迪蒙特”意为“山顶”。该建筑最初位于城墙外，现在已被城市包围，在夏季较山下清凉。地址为米兰街（Via Miano）2号。